# Ricky Steamboat, Jr.
Richard Blood, Jr. (Charlotte, 7 de julho de 1987) é um lutador de wrestling profissional estadunidense, mais conhecido como Ricky Steamboat, Jr. e Richie Steamboat, tendo trabalhado para a WWE, lutando no WWE NXT. Ele já ganhou o FCW Florida Heavyweight Championship, o FCW 15 Championship e o FCW Florida Tag Team Championship, com Seth Rollins.

## Carreira

### Treinamento e início (2008–2009)
Blood foi treinado por George South em Charlotte, Carolina do Norte por vários meses. Mais tarde, ele foi treinado por Harley Race por aproximadamente quatro meses.
Blood fez sua estreia em 25 de julho de 2008, usando o nome 'Ricky Steamboat, Jr.', derrotando George South, Jr. na Premiere Wrestling Showcase. No mês seguinte, Steamboat estreou na Exodus Wrestling Alliance, derrotando Mr. Florida para ganhar o EWA Florida Heavyweight Championship em 9 de agosto. Menos de um mês depois, em 4 de setembro, Steamboat deixou o título vago, estreando, no mesmo mês, na World League Wrestling (WLW), se aliando a Naomichi Marufuji para derrotar Bao Nguyen e Takeshi Morishima em 19 de setembro. Ele começou um recorde de vitórias, derrotando Darin Waid e Tommaso Ciampa, antes de derrotar Terry Murdoch para ganhar o EWA Missouri Heavyweight Championship em 31 de outubro. Em 15 de novembro, Steamboat apareceu na Independent Wrestling Association Mid-South, sendo derrotado por Prince Mustafa Ali. Steamboat derrotou Bobby Eaton para manter o EWA Missouri Heavyweight Championship em 25 de novembro, e derrotou Eaton em uma revanche para ganhar o título de Eaton, o EWA Georgia Heavyweight Championship, se tornando um campeão duplo. Em 5 de dezembro, Steamboat derrotou South em Greensboro, Carolina do Norte. Na noite seguinte, ele derrotou Jake Manning na Vance High School em Charlotte. Em janeiro de 2009, Steamboat deixou vagos ambos EWA Missouri Heavyweight e EWA Georgia Heavyweight Championships para poder lutar no Japão.
Em abril de 2009, Steamboat começou a lutar pela NWA Charlotte. Após uma lesão, ele não pôde lutar no Final Destination, mas foi desafiado por Vordell Walker. Ele perdeu a luta em 23 de maio e se aliou a Zack Salvation, sendo derrotado pelos The American Gangsters (Frank e Nicky) na semana seguinte. Em 9 de julho de 2009, Steamboat participou do evento da WLW em conjunto com a cerimônia do Lou Thesz Professional Wrestling Hall of Fame. No dia seguinte, Steamboat lutou pelo WLW Heavyweight Championship, mas foi derrotado por Superstar Steve. Em 11 de julho, Steamboat desafiou Ricky Nelson pelo NWA Mid-Atlantic Junior Heavyweight Championship. Ele fez sua última participação no circuito independente em 13 de novembro, derrotando Jake Manning em um evento da Northeast Wrestling.

### Japão, Porto Rico e Europa (2009)
Blood viveu e treinou no dojo da Pro Wrestling Noah no Japão por três meses, a partir de janeiro de 2009. Ele fez sua estreia na Pro Wrestling Noah sob o nome 'Ricky Steamboat, Jr.' em 23 de janeiro de 2009, sendo derrotado por Makoto Hashi. Em 15 de fevereiro, Steamboat se aliou a Buchanan, sendo derrotado por Akira Taue e Taiji Ishimori. Três dias depois, Steamboat, Buchanan e Roderick Strong foram derrotados por Kotaro Suzuki, Mohammed Yone e Takeshi Rikio. Em 21 de fevereiro, Naomichi Marufuji e Atsushi Aoki derrotaram Steamboat e Doug Williams, e na noite seguinte, Steamboat e Ippei Ota foram derrotados por Yoshinobu Kanemaru e Kotaro Suzuki. Sua primeira aparição foi em 1 de março, quando se aliou a Tamon Honda e Jun Izumida para ser derrotado por Takuma Sano, Kentaro Shiga e Kishin Kawabata no Budokan Hall. Em 8 de março, ele lutou em um evento do Kensuke Office, se aliando a Ippei Ota e sendo derrotado por Katsuhiko Nakajima e Takashi Okita.
Na metade de 2009, Steamboat passou a lutar pela World Wrestling Council (WWC) em Porto Rico. Ele fez sua estreia em 24 de julho, derrotando Ricky Reyes. Ele também derrotaria Tommy Diablo, antes de ser derrotado por Orlando Colón em 31 de julho. Steamboat, então, começaria uma rivalidade com Hiram Tua. Os trocariam vitórias em lutas individuais, antes de Steamboat se aliar a seu pai Ricky Steamboat para derrotar Tua e Colón em 15 de agosto.
Ele também treinou na Europa por alguns meses, fazendo uma turnê na Inglaterra pela All Star Wrestling (ASW) em outubro de 2009. Ele estreou em 2 de outubro, derrotando Mark Haskins. Ele também derrotou Karl Kramer e Mikey Whiplash, e em 18 de outubro, Steamboat se aliou a Gladiator Goliath para derrotar Jamie Gardner e Steve Allison. Ele derrotou Jimmy Jacobs duas vezes, e Whiplash novamente.

### World Wrestling Entertainment / WWE (2009–2013)

#### Florida Championship Wrestling (2009-2012)
Blood foi contratado pela World Wrestling Entertainment (WWE) em dezembro de 2009, sendo mandado para o território de desenvolvimento Florida Championship Wrestling (FCW).
Blood estreou na FCW em 18 de fevereiro de 2012, sob o nome 'Richie Steamboat', sendo derrotado por Heath Slater. Sua primeira vitória na FCW aconteceu em 25 de fevereiro, quando derrotou Donny Marlow. Ele enfrentaria lutadores como Derrick Bateman, Wade Barrett, Curt Hawkins, Alex Riley e Johnny Curtis, antes de se lesionar em março. Ele retornou em 20 de junho, se aliando a seu pai para derrotar The Dudebusters (Trent Barreta e Caylen Croft). Em agosto, ele, sem sucesso, desafiou Mason Ryan pelo FCW Florida Heavyweight Championship. No fim de 2010, ele enfrentou lutadores como Jinder Mahal, Roman Leakee, Michael McGillicutty, Lucky Cannon e Byron Saxton.
Em dezembro de 2010, Steamboat formou uma dupla com Seth Rollins, derrotando Jacob Novak e Mahal em sua primeira luta como dupla. Em 6 de janeiro de 2011, Steamboat e Rollins desafiaram Titus O'Neill e Damien Sandow pelo FCW Florida Tag Team Championship, sem sucesso. Em 25 de março, Steamboat e Rollins derrotaram O'Neill e Sandow para ganhar o FCW Florida Tag Team Championship. Eles perderam o título em 12 de maio, para Calvin Raines e Big E. Langston.
No fim de 2011, Steamboat interferiu em uma luta pelo FCW Florida Heavyweight Championship, e acidentalmente atacou Husky Harris. No episódio seguinte da FCW, Steamboat atacou Harris novamente, após encontrá-lo sob Aksana, acreditando que Harris teria atacado-a. Como resultado, Steamboat e Harris começaram uma rivalidade, com a primeira luta acabando sem vencedor. Leo Kruger derrotou os dois para manter o FCW Florida Heavyweight Championship, e na semana seguinte, Steamboat foi derrotado por Harris em uma luta No Hold Barred. Com Steamboat e Harris atacando-se nos bastidores, a Gerente Geral da FCW Maxine anunciou na FCW de 19 de dezembro que os dois haviam sido suspensos por 30 dias. Em 13 de janeiro de 2012, Steamboat derrotou Damien Sandow para se tornar o novo Campeão do FCW 15.

#### NXT (2012-2013)
Em junho de 2012, Blood, como Richie Steamboat, estreou no segundo episódio da sexta temporada do WWE NXT, na Full Sail University, derrotando Rick Victor. No NXT de 1 de agosto, Steamboat participou do torneio para coroar o primeiro Campeão do NXT, derrotando Leo Kruger nas quartas de finais. Em 15 de agosto, Steamboat foi eliminado das semifinais por Jinder Mahal. Steamboat começou uma rivalidade com Kassius Ohno; Ohno foi desqualificado de uma luta entre os dois no NXT de 5 de setembro e continuou a atacar Steamboat após o combate. Após meses lesionado, Steamboat foi demitido em dezembro de 2013.

## Vida pessoal
O pail de Blood, Richard Blood, Sr., é também um lutador, conhecido como Ricky Steamboat. Blood começou a participar de wrestling amador aos cinco anos. Blood competia normalmente com Reid Fliehr no colégio. Blood ganhou quatro títulos nacionais em wrestling amador, como membro do time Ohio All-Star. Blood também jogou futebol americano no colégio, como linebacker e tight end, jogando por quatro anos na Lake Norman High School.

## No wrestling
- Movimentos de finalização
  - Gory neckbreaker[1]
- Movimentos secundários
  - Crossbody (por vezes um Diving crossbody)
  - Double underhook powerbomb
  - Dropkick
  - Chute de savate

## Títulos e prêmios
- Exodus Wrestling Alliance
  - EWA Florida Heavyweight Championship (1 vez)[1]
  - EWA Georgia Heavyweight Championship (1 vez)[1]
  - EWA Missouri Heavyweight Championship (1 vez)[1]
- Florida Championship Wrestling
  - FCW Florida Heavyweight Championship (1 vez)[35]
  - FCW 15 Championship (1 vez)[36]
  - FCW Florida Tag Team Championship (1 vez) – com Seth Rollins[4]
- Pro Wrestling Illustrated
  - PWI o colocou na #206ª posição dos 500 melhores lutadores individuais em 2011[37]